# Орешкин, Виктор Иванович
Виктор Иванович Орешкин (10 ноября 1939, Сталинград — 2009, Ульяновск) — советский и российский тренер по лёгкой атлетике. Заслуженный тренер РСФСР (1972).

## Биография
Виктор Иванович Орешкин родился 10 ноября 1939 года в Сталинграде. После окончания Смоленского института физической культуры был распределён в Ульяновск, где и начал свою тренерскую карьеру.

Мемориальная доска Орешкину В. И.

С 1962 по 1977 год работал тренером-преподавателем по лёгкой атлетике в ОСДЮСШОР. С 1968 по 1978 год возглавлял юношескую сборную команду РСФСР. С 1970 по 1974 год работал старшим тренером сборной команды РСФСР. В 1972 году Орешкину присвоено почётное звание «Заслуженный тренер РСФСР».                                                                                                                                                                                                                                                       
С 1978 по 1980 год по поручению Правительства СССР работал главным тренером сборной команды Лаоса по лёгкой атлетике, готовил их спортсменов к Олимпийским играм 1980 года в Москве.
С 1981 по 1992 год был старшим тренером в школе высшего спортивного мастерства. С 1993 по 2000 год работал преподавателем физвоспитания в УФПУ № 3 . 
Был женат на Зинаиде Яковлевне Орешкиной, преподавателе ульяновского музыкально-педагогического колледжа № 2.
Умер в 2009 году в Ульяновске. Похоронен на Северном кладбище. 

## Известные воспитанники
Наиболее высоких результатов среди воспитанников Орешкина достигли:
- Александр Пучков — бронзовый призёр Олимпийских игр 1980 года, чемпион Европы в помещении 1982 года[7],
- Лилия Захаркина — рекордсменка СССР в барьерном беге[8][9],
- Владислав Андрианов — чемпион СССР в спринте[10],
- Алла Смирнова — победительница матчевой встречи СССР-США в прыжках в длину[11].

## Память
- Ежегодно в Ульяновске проводится областной турнир по лёгкой атлетике им. В. И. Орешкина[7][12][13].
- На здании ОСДЮСШОР установлена мемориальная доска.Мемориальная доска В. И. Орешкину (Ульяновск).

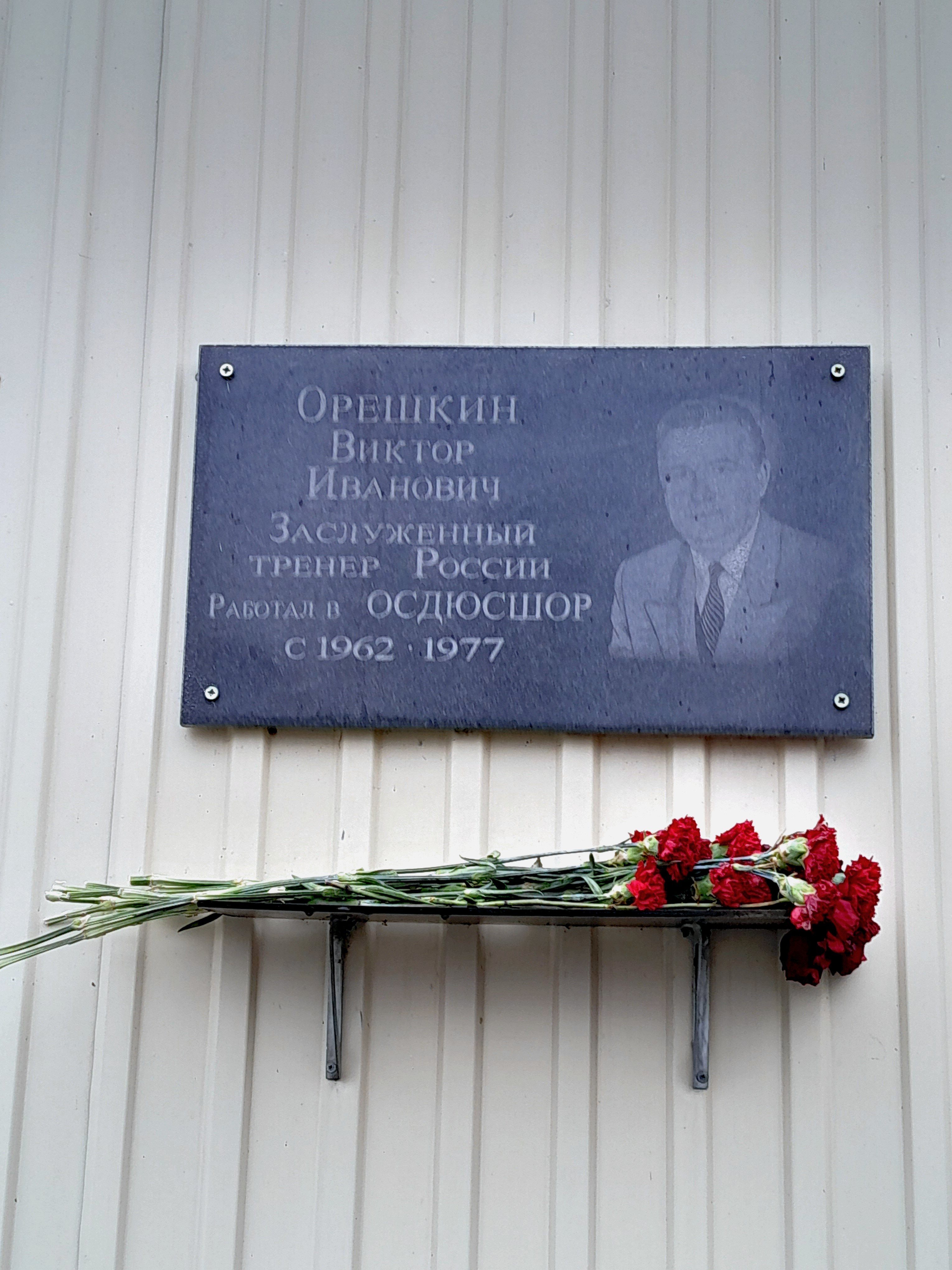
Мемориальная доска В. И. Орешкину.